# Sweet Memories (film, 1911)
Sweet Memories est un film muet américain réalisé par Thomas H. Ince et sorti en 1911.

## Synopsis
Une vieille femme se souvient des différents moments de sa vie.

## Fiche technique
- Réalisation : Thomas H. Ince
- Production : Carl Laemmle
- Durée : 10 minutes
- Date de sortie : États-Unis : 21 mars 1911

## Distribution
- Mary Pickford : Polly Biblett
- King Baggot : Edward Jackson
- Owen Moore : Ashton Orcutt
- William E. Shay
- Jack Pickford : le jeune Earl Jackson
- Lottie Pickford : la jeune Lettie Terrell
- Charles Arling
- Charlotte Hennessy (Charlotte Smith) : Lettie Terrell Jackson